# Ithaka
Ithaka Darin Pappas  (né le 8 juillet 1966 à Anaheim, en Californie) est un artiste des domaines musical, littéraire, de la sculpture et de la photographie. Il est l'auteur d'un recueil de nouvelles, intitulé Ravenshark Chronicles, publié dans des magazines et périodiques internationaux, qui ont parfois servi de base à ses textes axés sur le voyage. Dans un article paru en 2005 dans le magazine Waves, le journaliste Ricardo Macario surnomme Ithaka « L'Homme à tout faire » (Miscellaneous Man). Dans une critique de 2008 du sixième album d'Ithaka, Saltwater Nomad, la plateforme de culture surf en ligne Surfline déclare que « l'artiste traverse sans effort et avec aisance tous les moyens d'expression qu'il a choisis [musique, sculpture, écriture et photographie] », et que « le voyage de sa vie est un numéro d'équilibriste quelque part entre les mondes de la création euphorique et de la diversion aquatique ».

## Biographie

### Jeunesse
Ithaka naît et grandit sur la côte sud de la Californie, et commence à expérimenter avec les appareils photo 35 mm et 120 mm de son père à l'âge de cinq ans. Il commence à surfer à l'âge de douze ans, après avoir passé des vacances avec la famille d'un ami sur l'île hawaïenne de Maui et avoir observé les locaux sur des tubes de six pieds à Honolua Bay. De retour en Californie, il vend sa batterie pour s'acheter une planche de surf. L'océan a toujours été une influence majeure pour l'artiste. Jeune adulte, il commencé à parcourir le monde à la recherche de vagues et d'aventures, ce qui a largement inspiré ses photographies, ses œuvres d'art tridimensionnelles et ses paroles et récits orientés vers le voyage,. Comme il le déclare au Dance Club Magazine lors d'une interview en 2005, « je le vis, je l'écris et je le rappe ». Depuis, il réside et travaille dans divers endroits, notamment en Grèce, au Japon, au Portugal, au Brésil et au Mexique.

### Photographie
La première photographie professionnelle d'Ithaka est publiée en 1984 dans le magazine de skateboard Thrasher. La plupart de ses premiers portraits sont ceux d'aspirants acteurs hollywoodiens, mais il commence ensuite à s'impliquer davantage dans la photographie de l'industrie musicale, en travaillant avec des artistes de hip-hop de la région de Los Angeles tels que A Lighter Shade of Brown, Big Lady K, Low Profile, Eazy-E et N.W.A.
Après la sortie en 2015 du drame biographique de F. Gary Gray sur les pionniers du gangsta rap Eazy-E et N.W.A., intitulé Straight Outta Compton, certaines des premières photos qu'Ithaka Darin Pappas avait prises des artistes (toutes créées alors qu'il était pigiste pour Priority Records entre 1988 et 1990) connait un regain de visibilité. En 2016, plusieurs de ses photographies, dont la pochette du single Straight Outta Compton remixé en 1989, sont projetées en toile de fond au Barclays Center de Brooklyn, à New York, lors de la cérémonie d'intronisation de N.W.A au Rock and Roll Hall of Fame. En 2017, d'autres photographies sont apparues dans le documentaire de HBO, The Defiant Ones, réalisé par Allen Hughes,. D'autres photographies de N.W.A. par Ithaka sont présentées dans l'exposition muséale de 2018 Hip-hop : Un âge d'or au Musée d'Art contemporain de Marseille, en France.
Plus tard en 2018, des photographies d'Eazy-E faisant du skateboard à Venice Beach, en Californie, prises par Ithaka en 1989, sont publiées dans le livre de photographie Contact High : A Visual History of Hip-Hop (écrit par Vikki Tobak). Le livre, publié par Penguin Random House, est inclus dans la liste des « 25 meilleurs livres de photographie de 2018 » du Time Magazine. Les images d'Ithaka tirées du livre sont également présentes dans sa série d'expositions photographiques itinérantes ultérieures qui est présentée à l'Annenberg Space for Photography à Los Angeles (2019), au Centre international de la photographie à New York (2020) et au musée Manarat Al Saadiyat à Abou Dhabi, aux Émirats arabes unis (2021),,,,,. D'autres photographies anciennes d'Eazy E et de N.W.A. par Ithaka sont transformées en vêtements par des entreprises telles que Neighborhood (Japon), Bravado, MadeWorn, Merch Traffic et d'autres,,,,.

### Sculpture
La série de sculptures intitulée The Reincarnation of A Surfboard qu'Ithaka a commencée en 1989 (qui comprend plus de 300 œuvres d'art contemporaines créées à partir de planches de surf recyclées) est exposée en Europe, en Asie, aux États-Unis et au Brésil, au Musée de l'image et du son de São Paulo. Dans une interview accordée au magazine Surf Portugal en 2012, alors qu'il assiste à l'une des expositions d'Ithaka en Europe, le graphiste Dave Carson décrit le travail d'Ithaka comme expérimental, inattendu et surprenant et, dans un reportage de 2013 sur son travail, Fuel TV le considére comme l'un des premiers artistes contemporains de surf au monde,.

### Musique

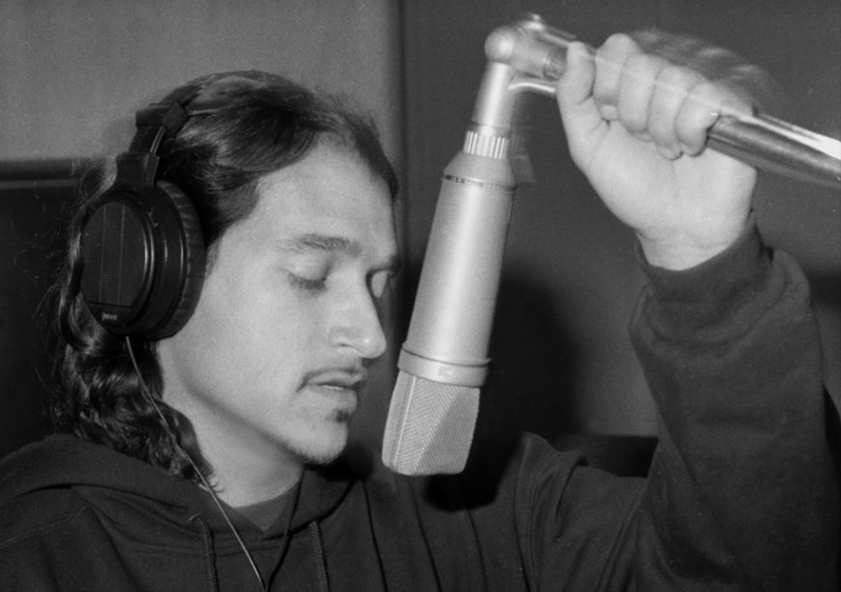
Ithaka enregistrant Seabra Is Mad aux studios Valentim de Carvalho studios de Lisbonne, au Portugal (1997).

En tant qu'artiste musical, Ithaka enregistre sept albums de hip-hop alternatif et de spoken word. Sa chanson So Get Up sortie en 1992, sous différents titres, est classée quatre fois en Europe et au Royaume-Uni et est remixée par des artistes tels que Fatboy Slim et Cosmic Gate.
Bien que citoyen des États-Unis et s'exprimant en anglais, Ithaka a vécu et enregistré au Portugal pendant plusieurs années au milieu et à la fin des années 1990, au tout début du mouvement hip-hop dans le pays, et il est souvent inclus dans le genre musical connu sous le nom de hip-hop tuga et parfois considéré comme l'un des artistes fondateurs avec : Black Company, Boss AC, Zona Dread, Family, Funky D, New Tribe, Lideres da Nova Mensagem, Da Weasel, Mind da Gap, et General D,.
Escape From The City of Angels, une morceau de hip-hop alternatif] qu'Ithaka a enregistrée avec la chanteuse invitée Marta Dias pour son album Flowers and the Color of Paint, figure dans la bande originale du long métrage d'Antoine Fuqua sorti en 1998, Un tueur pour cible (Columbia Pictures), dans une scène où figurent les nommés aux Oscars Mira Sorvino, Chow Yun-fat and Clifton Collins Jr.,.

### Écrits
Entre le milieu des années 1990 et le milieu des années 2000, les écrits de la collection de nouvelles d'Ithaka sur les océans intitulée Ravenshark Chronicles (y compris des titres tels que Zé dos Cães) sont publiés dans les magazines de surf :  Surfer, The Surfer's Journal, Wavelength, Transworld Surf et  Water Magazine. En 2009, l'une des histoires, Miracle at Malibu, est publiée dans le livre collectif relié Surf Story. Ces histoires sont également publiées individuellement sous forme de mini-romans,,,,.

## Discographie notable
- 1992 : So Get Up (single) (Embryo Entertainment)
- 1993 : So Get Up and the Lost Acapellas (spoken word album) (Sweatlodge Records)
- 1995 : Fishdaddy (single) (Movieplay Records)
- 1995 : Flowers and the Color of Paint (album) (Sweatlodge Records/Movieplay Records)
- 1997 : Seabra Is Mad (single) (Parlophone/Warner Music Group)
- 1997 : Stay Strong Little Brother (single) (Parlophone/Warner Music Group)
- 1997 : Stellafly: European Edition (album) (Parlophone/Warner Music Group)
- 1998 : The Rise and Fall of A Fortune (EP) (Parlophone/Warner Music Group)
- 2000 : Stellafly: USA Edition (BCB Records/Sweatlodge Records)
- 2001 : Somewhere South of Somalia (Sweatlodge Records/Khalifa Records)
- 2004 : Recorded in Rio album (Sweatlodge Records)
- 2005 : Fuse With Me (EP by Ithaka vs. Cartell 70) (Ground Zero Records)
- 2007 : Saltwater Nomad (album) (Sweatlodge Records)
- 2011 : Fishdaddy Flashbacks album (Sweatlodge Records)
- 2013 : Voiceless Blue Raven (album) (Sweatlodge Records)[45]
- 2017 : So Get Up and The Los Acapellas (nouvelle réédition d'album) (Sweatlodge Records)
- 2022 : Did You Ever? (Sweatlodge Records)
- 2022 : Get Up I'm Free (single)
- 2022 : So Get Up - 30th Anniversary Brainboiler Remix (single)
- 2025 : Butterfly Boogie (single) (Sweatlodge Records)